# 阮玉嫻慎
瓊林公主阮玉嫻慎（越南语：／；1822年—1849年10月3日），越南阮朝明命帝第十四女，生母宮人陳氏雁。

## 生平
明命三年（1822年），阮玉嫻慎在順化皇城出生。紹治五年（1845年），公主24歲，下嫁雲會男阮增明之子阮增踴。嗣德二年八月十七日（1849年10月3日），嫻慎去世，享年二十八歲。嗣德帝追贈為瓊林公主，諡莊慧。葬於承天府香水縣居正總楊春社。嗣德十八年（1865年），列祀展親祠。咸宜元年（1885年）秋，合祀親勳祠。
瓊林公主育有一子。